# Manuel Martínez de la Escalera
assinatura
Vista da sepultura.
Manuel Martínez de la Escalera y Pérez de Rozas (San Sebastián, 18 de dezembro de 1867 – Tânger, 9 de agosto de 1949) foi um entomólogo e historiador da História Natural da Espanha de finais do século xix. Trabalhou durante mais de cinquenta anos para o Museu Nacional de Ciências Naturais e a Real Sociedade Espanhola de História Natural. Autor de uma centena e meio de publicações nas que descreviam mais de 800 espécies de insetos, explorou regiões de Turquia, Síria, Irão, Iraque, Marrocos e Guiné Equatorial, acompanhado em ocasiões por seu irmão Fernando Martínez de la Escalera e Pérez de Rozas ou seu filho Fernando Martínez de la Escalera e Goróstegui; tanto nessas expedições, como na Península Ibérica, colectou instâncias de insetos e de outros grupos zoológicos, legado que se conserva em diferentes museus de Espanha e Europa .

## Biografia
Nasce em São Sebastião a 18 de dezembro de 1867. É o primogénito do casal de Manuel Martínez de la Escalera Casas, advogado servidor público de Aduanas, e María Pérez de Rozas Campuzano. A família Martínez de la Escalera era oriunda de Ortigosa de Cameros, povo riojano situado no Vale do Rio Iregua. Alguns dos membros da família foram cabaveleiros diviseiros do Ilustre Solar de Tejada, pelo que ostentavam o título de Nobres de Tejada. Depois do nascimento, foi batizado a 22 de dezembro na paróquia de Santa Maria a Mártir em San Sebastián como Manuel María José Ramón Viviano Juan Martínez de la Escalera.

### Inícios (1882-1897)
O domicílio familiar translada-se a Guadalajara, onde Manuel estuda em seu Instituto, obtendo o título de Bachiller com a qualificação de Aprovado. Em 1884 começa a carreira de Direito na Universidade Central de Madrid, finalizando os estudos em 1892. Nestes anos entra em contacto com os professores do Museu Nacional de Ciências Naturais (MNCN) e começa a ir ao Laboratório de Entomologia e a participar nas excursões científicas que desde ali se convocavam. Inicia também as uas próprias explorações entomológicas por Espanha. Em 1889 é admitido como sócio na Sociedade Espanhola de História Natural (SEHN), organismo que junto ao MNCN constituirá o marco institucional em que se vão desenvolver a maioria de suas atividades. Pouco mais tarde, em 1892 ingressa na Société Entomologique da França.
Casa-se com Emma Goróstegui Campuzano a 22 de outubro de 1890 em Villaviciosa de Odón, povo da província de Madrid no que mais tarde monta uma vaqueria como negócio familiar. Entre 1893 e 1896 nascnas suas três primeiros filhos: Emma, Fernando e María.
Nas suas explorações e colectas de insetos percorre grande parte da Espanha e, interessado por então na fauna cavernícola, presta uma especial atenção às amostragens bioespeleológicos. Como resultado vai criando uma importante colecção científica, que é parcialmente estudada por outros entomólogos. Um deles, Ignacio Bolívar, descreve o primeiro insecto que leva seu nome, o grillo Gryllodes escalerae: 
…dedico-a á D. Manuel Martínez de la Escalera, entusiasta entomólogo que tem posto uma vez mais á prova sua habilidade e perícia na caça dos insetos…

### As expedições (1898-1904)
No ano 1898 marca o começo de sua atividade investigadora e de suas aventuras de exploração científica. Desde abril a setembro realiza a primeira viagem a Oriente Próximo, por Síria e Turquia, percorrendo zonas praticamente inexploradas até então por naturalistas. A finalidade desta viagem era a coleta de especímens de História Natural, e esteve parcialmente subvencionado pelo colecionista francês René Oberthür,, a quem Martínez da Escada tinha vendido pouco dantes sua valiosa coleção de insetos espanhóis. Nesta expedição, a meta mais conhecida da vida do autor, conseguiu reunir ao redor de 20.000 instâncias pertencentes a umas 2300 espécies. Também neste ano aparecem suas duas primeiras publicações científicas na Actas da SEHN, incluindo a descrição de suas três primeiras espécies novas para a Ciência. Uma destas publicações constitui um estudo monográfico que incorpora toda a informação disponível sobre o grupo e inclui dados ecológicos de interesse geral.

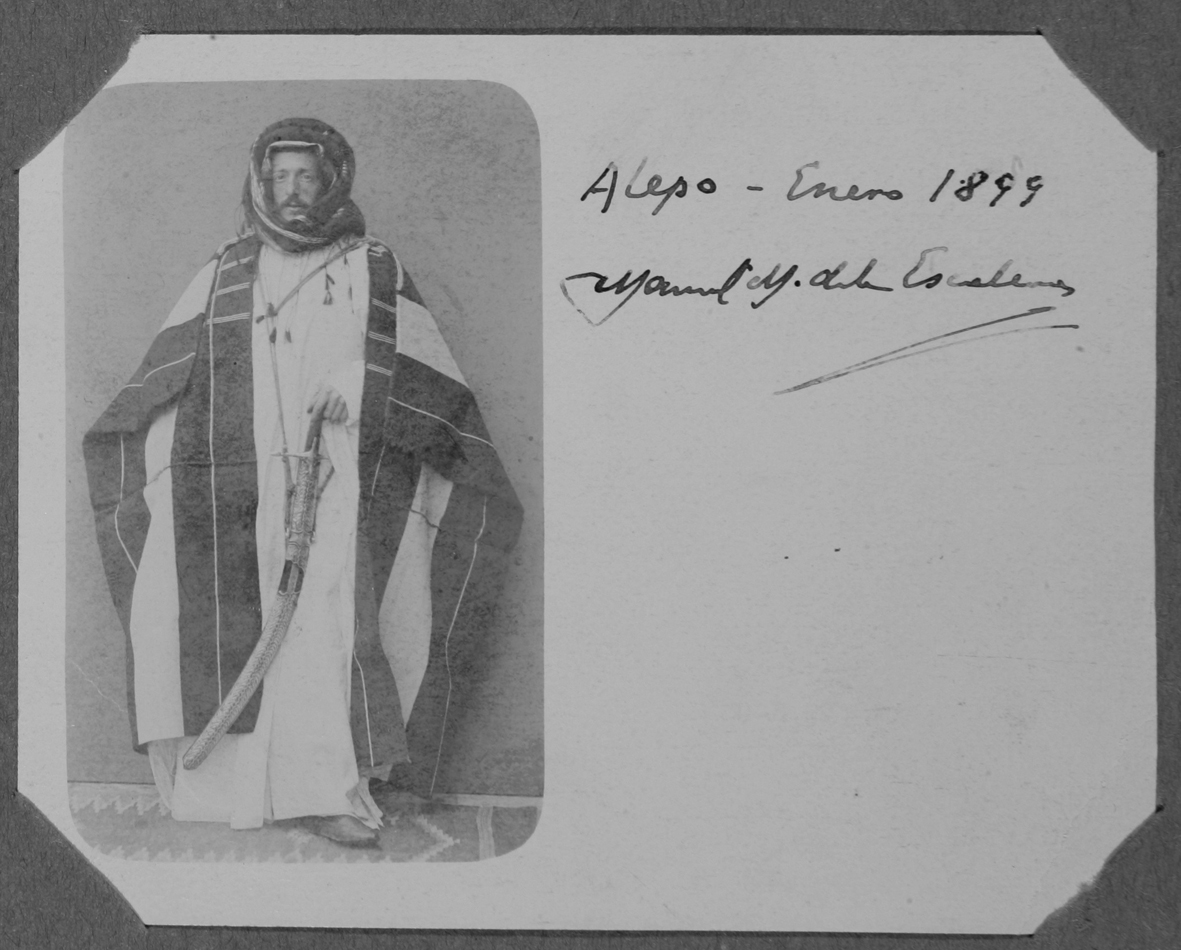
Escada em Alepo (1899)

Em janeiro do seguinte ano parte de novo a Oriente Próximo, acompanhado desta vez de seu irmão menor, Fernando. A viagem, autêntico periplo novelesco, no que durante todo um ano percorrem Turquia, Síria, Irão e Iraque, é rememorado com nostalgia pelo autor anos mais tarde: 
Eu mesmo ontem, em 1899, seguindo em seu periplo milenario em Mesopotamia e Pérsia às tribos Bachtyaris, vivi voluntariosamente os tempos heroicos em que não tinha estradas, nem autos, nem aeroplanos, nem subvenções estatais; mas, apesar disso, viajava o que queria e por pouco dinheiro; e como ao que parece está de moda falar destas aventuras, sigo a corrente, e, vivendo da lembrança, não o podendo fazer de outra maneira, retrotraigo à atualidade tempos, terras e costumes bíblicos, de caminanhas lentas ao longo das sendas trashumantes das raças nómadas que sem descanso, procuram, cruzando vericuetos e altibaixos formidáveis ali, comida e pastos de invernos e verões extremosos e de primaveras e outonadas fugaces.
 Grande parte da viagem realiza-se em condições de extrema dificuldade, resultando doente Fernando quem morrerá ao pouco de seu regresso a Espanha. A SEHN dá notícias desta viagem em suas Actas, e a Real Sociedade Geográfica de Madrid convida-lhe a dar uma conferência sobre sua expedição. As colecções conseguidas na viagem ingressam maioritariamente no MNCN. Em abril de 1900, tendo-se tido notícias de que se preparava o envio de uma embaixada oficial à corte do Sultán de Marrocos, se propõe na SEHN que a acompanhe como agregado naturalista, Martínez de la Escalera: 
... que tantas provas tem dadas de sua aptidão para este género de empresas.
 Todo indica que aquela embaixada não chegou nunca a se realizar.
Em 1900 aparece o primeiro dos seus trabalhos sobre coleópteros do género Dorcadion (Coleoptera: Cerambycidae), um dos temas em que o autor centrará suas investigações e a cujo conhecimento contribui com contribuições de inevitável consulta.
Em maio de 1901 é designado para fazer parte como naturalista da Comissão espanhola de Limites que em função do lembrado no Convênio Franco-Espanhol de Paris de 1900 e mais tarde no Convênio de Delimitação de 1901 ocupar-se-á de estabelecer, junto à correspondente comissão francesa, a demarcação fronteiriça entre as posses de ambos países ao sul dos territórios do rio Muni, parte continental da atual Guiné Equatorial. Por R. D. de 27 de maio, nomeou-se Comissário Régio da expedição a Pedro Jover e Tovar, diplomata de provada experiência, quem designaria aos membros da própria Comissão. Aparte da dotação militar acompanhante, fica esta composta pelo Comandante e Capitães de Estado Maior López Vilches, Borrajo Viñas e Nieves Coso, os marinhos Gutiérrez Sobral e Montaldo, e os navegadores e naturalistas López Zafra, D’Almonte, Ossorio e Martínez de la Escalera, com Melquiades Criado como ajudante deste último. Permanecem naqueles territórios de junho a novembro de 1901 e o naturalista consegue importantes colectas de especímes de história natural, As Colecções do Muni, para as que criar-se-á uma Comissão de recepção, estudo e classificação da que Escalera foi nomeado Secretário encarregado do Laboratório. Durante sua estadia em África Ocidental morre a sua filha María.
Ao regresso, dá na Real Sociedade Geográfica da Espanha uma conferência titulada Os territórios do Muni, suas condições e colonização na que, afastando dos seus interesses habituais, oferece interessantíssimos dados antropológicos e geográficos, e comentários relativos aos recursos e possibilidades económicas da zona, incluindo uma profunda crítica à atuação do Governo em suas posses.
O Estado implica-se diretamente no destino dos materiais zoológicos capturados no Muni e tenta os fundos necessários para seu estudo e publicação. Estas investigações, que se sabiam do maior interesse científico pelo desconhecido da área geográfica e as numerosas novidades esperadas, foram encarregadas a reconhecidos especialistas espanhóis e de outros países europeus, e vão aparecendo entre 1903 e 1910 formando conjuntamente o primeiro volume das Memórias da Real Sociedade Espanhola de História Natural (RSEHN). Muitas das novas espécies achadas neste material –mais de duzentas de muito diversos grupos zoológicos– foram dedicadas pelos autores a seu colector, atribuindo-lhes o nome específico escalerae.
Enquanto, durante a primavera de 1902, nosso autor tinha voltado a Oriente Próximo na que seria sua última exploração daquela região e a mais desconhecida pois não deixou notícias escritas sobre a mesma. A sua volta prossegue suas contínuas amostragens e explorações por grande parte do território espanhol. Em setembro nasce seu quarto e último filho, Manuel. Durante este período suas relações com o Museu (MNCN) foram-se fazendo mais e mais estreitas e suas colaborações mais asíduas. Foi comissionado, por exemplo, para a tramitação e translado desde Paris de duas valiosas coleções entomológicas doadas à instituição por sendos especialistas, Teodoro Seebold e Jorge Lauffer. Falecido por então seu mestre e amigo Serafín de Uhagón, redige a nota necrológica do mesmo que aparece no Boletim da RSEHN.

### A aventura em Marrocos (1905-1915)
De 1905 a 1915 Martínez de la Escalera estabeleceu um estreito vínculo com Marrocos, que lhe marcou tanto a ele como a sua família tanto no pessoal como no profissional. Durante este período de tempo, mudou seu lugar de residência em várias ocasiões, entre Espanha e Marrocos devido principalmente à instabilidade existente em Marrocos nesta época.
| País     | Estadia                           | Duração aproximada |
| -------- | --------------------------------- | ------------------ |
| Marrocos | Junho de 1905 - setembro de 1905  | 3 meses            |
| Espanha  | Setembro de 1905 - outono de 1906 | 1 ano              |
| Marrocos | Outono de 1906 - verão de 1907    | 1 ano              |
| Espanha  | Verão de 1907 - Verão, 1909       | 2 anos             |
| Marrocos | Verão, 1909 - finais, 1915        | 6 anos             |

#### 1.ª campanha (junho- setembro, 1905)
Na sessão de janeiro da RSEHN, ao debater-se o destino da excursão científica anual da Sociedade: 
O Sr. Martínez Escalera […] manifestou podia ser muito oportuno realizar alguma á Marrocos. […] e reconhecendo-se o grande interesse… [e] que tinha de precisar recursos de certa importância e a cooperação de várias pessoas decididas á a fazer, se nomeou uma Comissão […] para que estudasse e propusesse o modo da realizar e quanto com este projecto se relacionasse.
 E em breve ficou organizada a Comissão para a Exploração e Estudo do Noroeste da África, que com fundos do Estado e contribuições conseguidas pela própria Sociedade, funcionaria de forma mais ou menos continuada durante mais de uma década. Parece destacável o papel jogado por Escalera nesta Comissão, especialmente em seus começos, e de um modo ou outro seguiria implicado durante anos nas atividades da mesma. Conseguiu-se já desde um princípio um considerável apoio social e económico: 
Formam atualmente este organismo, que preside o ex ministro Sr. Allendesalazar, os duques de Alba, de Lua e de Medinaceli, marqués de Santa Cruz e Santiago Ramón e Cajal, vice-presidentes; o marqués de Urquijo, tesoureiro; D. Ignacio Bolívar, secretário; D. Manuel M. de la Escalera, comissário…
 e seis consócios naturalistas como vocais. A proposta de Escada, uma comissão da que fazia parte ele mesmo, foi recebida pelo próprio Alfonso XIII obtendo do mesmo uma contribuição de 5000 ptas., e da infanta Eulália de Bourbon, o presente de «uns magníficos anteojos Goertz de campanha».
Parte Escalera na sua primeira viagem a Marrocos no mês de junho de 1905, viajando a Tánger, Mogador e outras localidades da costa marroquina e empreendendo de imediato, com dois ajudantes espanhóis e algum da região, seus trabalhos de estudo e coleta zoológica. A partir de então serão contínuos suas deslocações e correrias por Marrocos, numa época especialmente conflictiva na que o naturalista, e posteriormente seu filho Fernando, viverão repetidas situações de risco sem que isso entorpecera geralmente seus objetivos científicos:
Não se limitou o Sr. Escalera [a suas capturas] sinão que […] fez estudos e observações e estabeleceu relações no país, que têm de ser mais tarde muito úteis á os futuros excursionistas
 Com relação às suas investigações, nesse mesmo ano descreveu as que seriam suas primeiras novas espécies africanas.
Finalizada esta primeira campanha e de volta em Espanha, prossegue sua exploração entomológica do país com amostragens em Cáceres, Bacia, Jaén e Segovia e publica seu único trabalho sobre vertebrados: Alguns dados para o conhecimento das águias que voam na província de Madri. Em março de 1906 dá no Ateneo de Madrid a conferência Riqueza removível de Marrocos e o Sáhara evidenciando novamente sua preocupação por questões alheias a sua dia a dia quotidiano.

#### 2.ª campanha (outono, 1906 – verão, 1907)

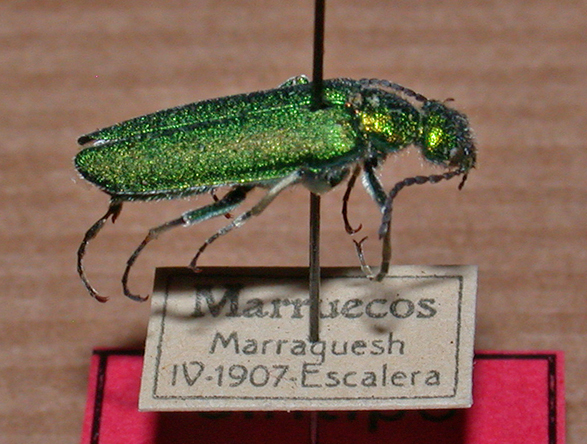
Halosimus robustus Escada, 1925 capturado em Marraquech em 1907

Em outono de 1906 volta a Marrocos pela segunda vez, assentando-se em Mogador: 
…onde residi mais tempo, de 1905-1911, às vezes anos inteiros alternando com expedições ao interior
 Propícia junto a Ignacio Bolívar a criação de uma Estação ou Laboratório de Biologia marítima nesta cidade, centro que iniciado com grandes expectativas e chegando inclusive a dispor de pessoal próprio, não chegou nunca a ser inaugurado. Algo mais tarde, considerando a riqueza pesqueira da zona e seu possível aproveitamento pelo governo espanhol, apresenta um Relatório à Comissão para a Exploração e Estudo do Noroeste da África, sobre a conveniência de estabelecer nos mares canarioafricanos um laboratório flutuante instalado numa embarcação dedicada à pesca, projeto inovador que também não chegou a se desenvolver.
Em novembro desse ano tenta atingir o Saara desde Cabo Juby, sem conseguí-lo por causa da extrema instabilidade política e insegurança na zona. Este desejo de chegar ao deserto acompanhar-le-á sempre e não ver-se-á nunca satisfeito pese a repetidos tentativas ao longo de sua vida.
Os envios de material de história natural ao MNCN desde Marrocos sucedem-se, como resultado de suas próprias capturas e as da sua equipa: 
…deixou instalados a oito quilómetros de Mogador a seus acompanhantes […] que têm continuado até faz muito pouco colectando e enviando instâncias de toda a classe de animais….
Realiza uma curta visita a Espanha entre março e abril de 1907 durante a que oferece no Ateneo a conferência O estado atual de Marrakesh. Regressa em seguida a Marrocos, permanecendo ali até finais do verão, no que se têm de cancelar as atividades da Comissão em Marrocos, pela gravidade dos conflitos e distúrbios em todo o Império.

#### Um alto em Espanha (verão 1907 – verão 1909)
Já em Espanha continua sua investigação em coleópteros, grupo ao que tem dedicado até esse momento 28 trabalhos e descrito numerosas espécies. Investe agora grande parte de seu tempo no que denomina «observações de biologia entomológica», centradas especialmente nos comportamentos de nidificação de himenópteros e coleópteros. Em outubro de 1908 participa no . Congresso da Associação para o progresso das Ciências que se celebra em Zaragoza, apresentando uma comunicação sobre estes temas. Por então tem aberto o Laboratório de Entomologia, de M. de la Escalera, em Villaviciosa de Odón, no que elabora preparações de Biologia entomológica, com fins didácticos «... para trabalhos de observação directa em centros docentes e experimentais», segundo pode ler-se num folleto publicitário do Laboratório, no que se oferecem materiais de 45 espécies, incluindo insetos vivos em diferentes estados de desenvolvimento.
Aparecem seus primeiros trabalhos sobre escaravelhos meloidos, um dos grupos pelos que mostrará maior preferência, dedicados a fauna de Marrocos. Numa de suas publicações lamenta-se pelo fim das atividades da Comissão do Norte da África, numa aguda crítica à política científica da Administração: 
Tendo-me cabido em sorte o ser um dos iniciadores do movimento produzido em nossa SOCIEDADE para a criação da Comissão de estudos do NW. da África, posso e devo animar á nossos consocios á que esse movimento não cesse, importunando a uns e a outros constantemente, porque só o tensãon e a constância nos levam de vantagem em Marrocos os outros europeus e seria néscio que trabalhos com fruto começados, só por morosidade se estanquem e não avancem; custa-lhes á os outros o arranque e á nós a persistência no esforço inicial e é mais fecunda esta que o primeiro por vigoroso que seja.

#### Regresso a Marrocos. 3.ª campanha (verão 1909- finais 1915)
Esse mesmo verão volta a Marrocos, transladando-se ao pouco também a sua família ao completo e estabelecendo inicialmente o domicílio familiar em Mogador. Segundo suas próprias palavras, sua estadia em Marrocos a partir de 1909 cumpre um duplo objectivo: 
... por R. O. de 1.º de janeiro, por nomeação do Excmo. Sr. Ministro de Estado, D. Manuel Allendesalazar, agente oficioso da Espanha em Marraqués, baixo as ordens imediatas do S. Ministro Plenipotenciario de S. M. em Tánger, e sem prejuízo de seguir realizando o estudo zoológico que lhe estava encomendado naquela parte de Marrocos.
Prosseguem seus estudos e explorações por Marrocos apesar da grave situação política que se vive no país. Como mostra de boa harmonia, dedica muitas das espécies que descreve durante aqueles anos a personagens influentes do âmbito político e militar, por exemplo ao Bajá de Marraquesh, Hach-Tami, por dar alojamento e livre circulação pelo território a seu filho Fernando, de tão só 15 anos mas já experiente em se mover com segurança por aquele difícil ambiente. Ambos solicitam por então sendas bolsas à Junta para a Ampliação de Estudos e Investigações Científicas (JAE); o pai para viajar a França e Inglaterra com objeto de estudar as coleções de coleópteros dos Museus de História Natural de Paris e Londres, permanecendo nestas cidades desde junho de 1911 até fevereiro do 12. Ao regresso de sua prolongada estadia de estudos, a família translada-se a Tânger devido aos conflitos políticos e distúrbios que se sucedem em Mogador.
Como ajuda ao sustento familiar vende ao MNCN parte dos materiais colectados em Marrocos e estabelece uma colaboração com o Museu Nacional de Antropologia dirigida à obtenção de objetos etnográficos para seus fundos. No final de 1911 colabora em Madri, num curso organizado pelo MNCN titulado Investigações sobre Entomologia. A família Martínez de la Escalera continua em Tánger, desde onde se prossegue a atividade com explorações e amostragens cujo produto se remete ao Museu de Madri: 
… envio de 12.693 coleópteros de Marrocos que manda o Sr. Escalera. 
...um envio de 26.938 insetos recolhidos em diversas regiões de Marrocos por D. Manuel Martínez de la Escalera.
É também desta época outro projeto de Escada, a criação de um Laboratório-hospederia de Biologia em Tânger, dependente do Museu de Ciências Naturais, quiçá temeroso de que as crescentes atividades da Real Sociedade Geográfica na zona pudessem ir em detrimento das da RSEHN e do Museu, e portanto de seu próprio trabalho.
Até este momento Escalera tem descrito 164 espécies novas para a Ciência. No final de 1914 publica-se Os Coleópteros de Marrocos na série Trabalhos do Museu Nacional de Ciências Naturais. É a obra emblemática da atividade científica do autor no Norte da África; um trabalho de referência para o colectivo cientista da época, e durante muitos anos, por tratar-se da primeira recompilação ambiciosa da fauna coleopterológica marroquina. O autor recolhe nela 2874 espécies e subespécies, dos que 256 são táxones novos para a Ciência.

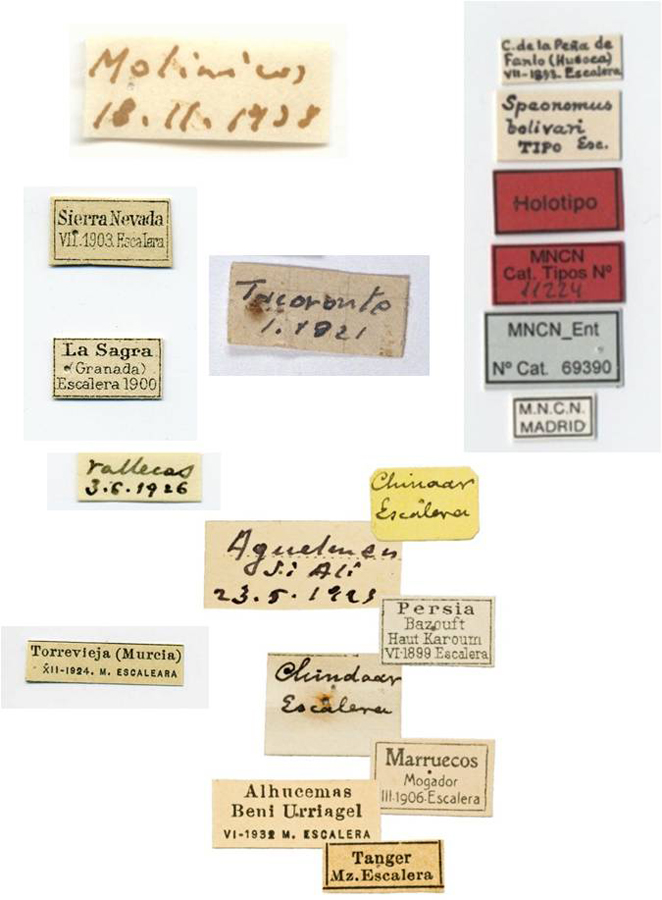
Etiquetas das coleções de Escalera em Espanha, África e Ásia

Em novembro de 1915 a imprensa local faz-se eco de uma de suas excursões científicas: 
Tem chegado á Melilla o distinto catedrático de Entomologia, dom Manuel Martín de la Escalera. Para estudar a flora e fauna do Gurugú... 
 Mas pouco depois Escalera tem de pôr fim a sua prolongada estadia em Marrocos e regressar a Espanha.

### Pensionado da JAE no MNCN (1916-1918)
Reemprende a colaboração direta com o MNCN responsabilizando da organização das coleções de coleópteros do centro, especialmente suas próprias contribuições do norte da África. Recebe uma pensão da JAE para isso e assim figura nas Memórias dessa instituição entre os Encarregados de Trabalhos do Instituto Nacional de Ciências Físico-Naturais, que incluía ao Museu entre outros centros. Estas pensões da JAE constituem uma situação «trabalhista» de Escalera, mais ou menos contínua desde 1915 e durante muitos anos. A mesmo Escalera aclara-o em 1942: 
Pensionado pela Junta para Ampliação de Estudos com bolsa transitória e variável por trabalhos de laboratório no Museu de Ciências Naturais até data desde 1915, em que em consequência da guerra de 1914 cessou de depender da Direcção de Marrocos e Colónias do ministério de Estado, ficou adscrito à Secção de Entomologia do dito Museu, para o estudo e arranjo das coleções de Coleópteros da Espanha e NW. da África

### Novas Expedições (1919 -1923)
Mas a paixão da viagem chama-lhe de novo e em 1918, com o apoio do Museu, solicita financiamento para uma expedição a Fernando Poo. A resposta do Ministério de Estado à mesma recebe-se desestimando a instância de Escalera. Enquanto, realiza percorridos de prospeção e coleta por várias províncias espanholas. Ao ver recusada sua proposta de expedição às posses espanholas do golfo de Guiné decide organizá-la por conta própria e, depois de apresentar seu projeto a três instituições museológicas: o Museu Nacional de Ciências Naturais, o Museu Nacional de Antropologia em Madrid e a Junta de Ciências Naturais da Prefeitura de Barcelona, órgão responsável do Museu de Ciências Naturais de dita cidade, consegue financiamento das mesmas como abono sobre as capturas que se esperam da missão. A viagem realiza-se desde abril a novembro e vai acompanhado novamente por seu filho Fernando, repartindo-se entre ambos as zonas a explorar. Os resultados, ainda que irregulares segundo os materiais, vão enriquecer consideravelmente as coleções destas três instituições.
Em dezembro de 1920 parte de novo com seu filho Fernando, nesta ocasião à ilha de Tenerife (Canárias) em missão científica do Museu segundo recolhe-se na Memória JAE correspondente a 1920-1921: 
Interessando muito o conhecimento da Fauna das Canárias e considerando a escassa parte que os naturalistas espanhóis têm tomado nela, o senhor Martínez de la Escalera realizou uma expedição a Tenerife por indicação da Direcção do Museu, permanecendo em dita ilha desde dezembro de 1920 a junho de 1921, recolhendo abundantes dados e materiais, que têm passado a ser propriedade daquele estabelecimento e servirão para ulteriores estudos sobre dita fauna.
 Personagem finque nesta missão é o médico Anatael Cabrera, decidido impulsor do estudo da biota canária e criador de uma importantíssima coleção de insetos das ilhas que legará ao Museu em 1944.
Uns anos depois projeta uma nova expedição ao continente africano para a que, em fevereiro de 1924, solicita à Direção do MNCN uma subvenção de 40.000 Ptas.; solicitação que lhe é negada. Em seu lugar, efetua então numerosas deslocações de colecta por território peninsular, retomando com entusiasmo a que fora sua torcida científica inicial, a exploração bioespeleológica. Comissionado pelo Museu visita e explora numerosas grutas de Alicante, Almeria, Cantábria, Picos da Europa e Serra Norte de Madri.

### Divulgação científica, Controle Biológico, Apicultura, volta a Marrocos (1924-1932)
São anos de uma notável diversificação em suas atividades. Começa uma nova linha temática em suas publicações dirigida à divulgação científica entomológica que realiza através de uma série de revistas de cuidada edição própria com o nome genérico "A vida dos insetos em preparações do natural". Os folhetos, de um considerável nível científico mas com uma linguagem fácil e ameno, ilustram sobre as variadas relações que se estabelecem entre diferentes espécies em torno do ciclo de vida de alguma delas ou bem entre insetos ocupantes de um determinado biotopo. Inaugura a série um trabalho dedicado a uma espécie de abelha, A anthophora e sua casa.

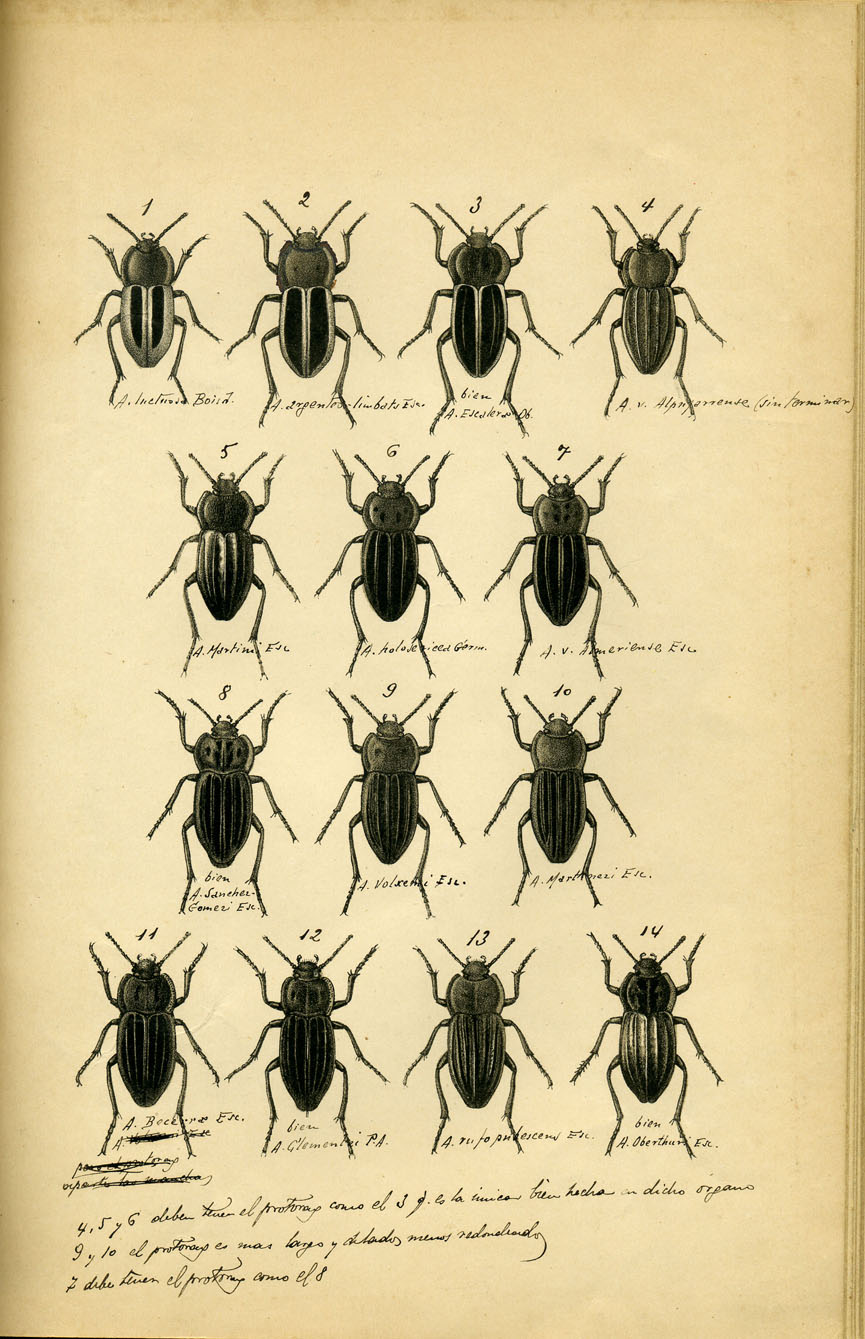
Lâmina inédita de Asida

Baseando-se em experiências de controle biológico realizada por ele mesmo em 1924 sobre massas florestais da província de Madrid, leva a cabo com a administração da Argélia, província francesa por aquele então, um projeto de luta contra uma intensa praga declarada nos carvalhais daquela região. Organiza para isso um elaborado programa de captura intensiva dos coleópteros predadores das caterpilares causantes da praga e de seu envio em avião, desde El Escorial até à zona afectada num tempo recorde de três dias. Chegaram-se a enviar assim, em pouco mais de um mês, uns 6.000 instâncias das duas espécies de insetos controladores: 
Com motivo de minhas notas sobre Lymantria dispar  [publicada no ano anterior] , o Governo geral da Argélia em seu «Service pour a Défense des cultures» tem incluído em sua Budget a soma de 5.000 francos para empregar nesta primavera na caça e remessa a Argel dos insetos coleópteros predatores que eu citava nelas, honrando com esta comissão, segundo orçamento convindo, com o fim de tentar a aclimatação dessas espécies no N. da África. E para facilitar a remessa nas melhores condições possíveis por intermediário da Embaixada de France em Madrid, o Cónsul de France em Alicante e o Serviço de aviões em sua linha de Alicante-Orán encarregaram-se dos envios dos insetos vivos, devidamente abastecidos e embalados, segundo ordens do Ministère des Affaires Etrangères da República, a solicitação do Gouvernement Général de l’Algérie, ensaiando-se assim pela primeira vez em Europa este sistema moderníssimo de transporte em novo meio de dispersão geográfica.
Parte daquele programa teve de realizar-se baixo a supervisão de seu filho, pois Escalera conseguiu da Presidência do Diretório Militar uma subvenção para trabalhos e explorações de campo no área de Larache e o Atlas Médio. Depois de dois meses de ausência durante a primavera, ainda percorre a sua volta diversas províncias espanholas em novas campanhas, visitando entre outras zonas Cartagena, Picos de Urbión, a região de Cameros, Madrid, Granada e Almería. É ademais neste ano de 1925 o de sua maior produção científica, com um total de 12 trabalhos publicados.
Centra a sua atividade nos anos seguintes na organização e estudo das coleções de fauna de Guiné Equatorial do MNCN, estimadas então numas 2000 espécies e mais de 15 000 instâncias, e às que tanto tinha contribuído com suas capturas. Continua as suas viagens de coleta zoológica por Espanha, entre eles uma campanha bioespeleológica durante o verão de 1929 por Guipúscoa, Navarra e vales pirenaicos, em companhia de Cándido Bolívar e outros especialistas. Oferece na RSEHN uma palestra sobre biologia de insetos himenópteros e participa em várias propostas de novos sócios a favor de importantes entomólogos como o ortopterólogo B.P. Uvarov ou o Prof. E.G. Racovitza, fundador da Bioespeleologia.
Inicia por então uma nova linha de trabalho e investigação, a Apicultura, na que colabora com seu filho e na que chegarão a se converter em verdadeiros especialistas. Mais de 25 publicações sobre temas apícolas vêem a luz com a assinatura de pai ou filho; intervém também nesta atividade seu filho menor Manuel. Por sua influência, organizam-se no Museu durante vários anos cursos de Apicultura em colaboração com a Direção de Ganaderia.
Volta a Marrocos em 1932, e viaja entre maio e julho pela zona do Rif conseguindo abundante material entomológico, de grande interesse para estabelecer as relações das faunas do Sul da Espanha e Norte da África.

### Entomólogo do MNCN (1932- 1935)

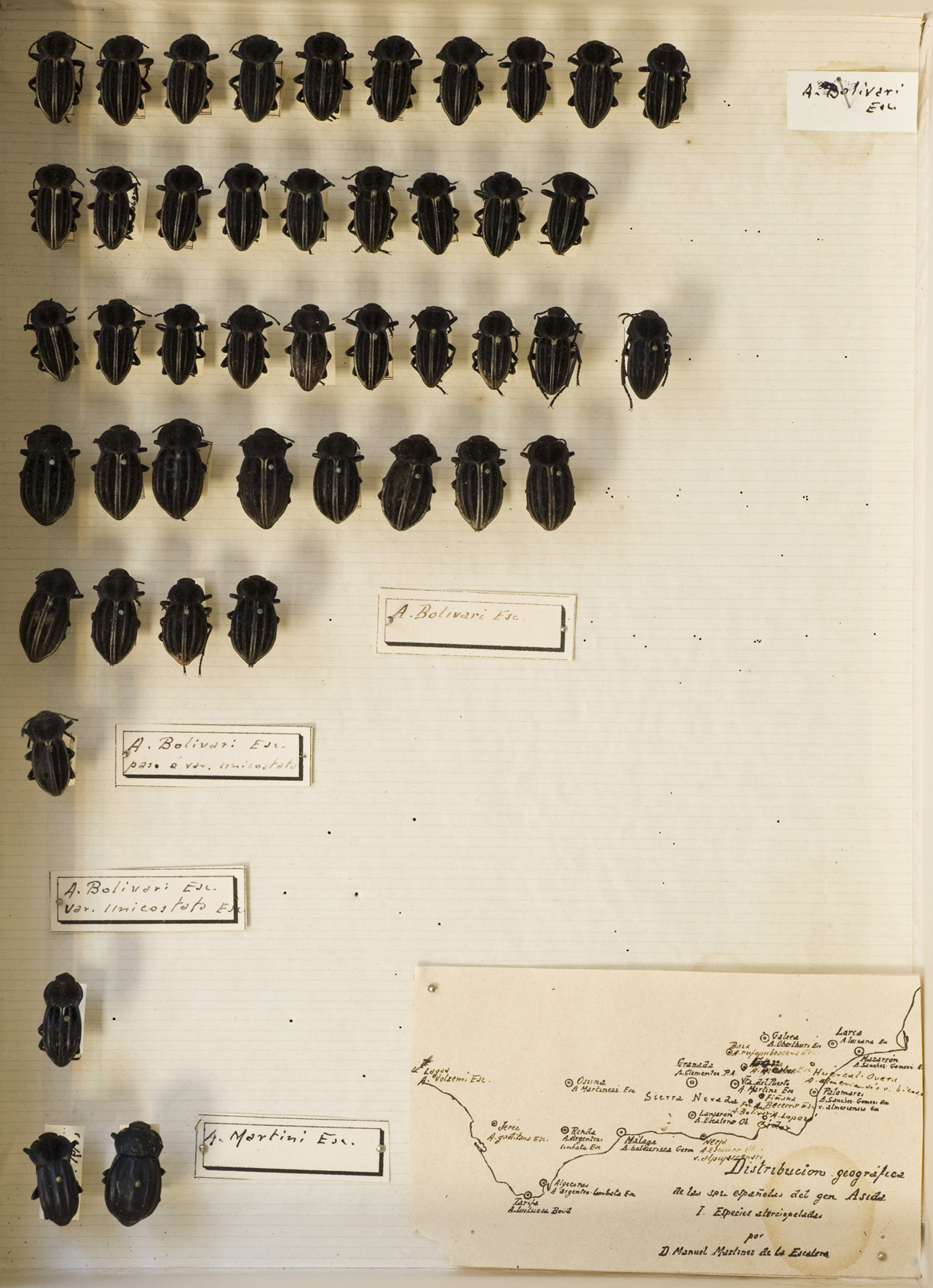
Caixa Entomológica com instâncias do género Asidas com mapa.

A sua volta, nesse mesmo mês de julho, obtém por oposição o posto de Entomólogo Agregado na Seção de Entomologia do MNCN. Manuel conta então 64 anos de idade. Devido a sua nova situação administrativa no Museu deve desprender de sua colecção privada, por proibir o regulamento do centro a existência de coleções particulares entre seu pessoal. Nosso autor teve de vender à instituição já que sua situação económica de então não lhe permitia a entregar em doação como tivesse sido seu desejo. A coleção compunha-se de 80 000 instâncias de coleópteros, representando mais de 10 000 espécies de todas as faunas, reunidas em 600 caixas. Quanto a seu conteúdo informam as Memórias da JAE de 1935: 
… um imenso material para o estudo dos Coleópteros da Península, pois representa o labor de cinquenta anos de um trabalho activíssimo de explorações e estudos continuados, realizados com o objeto de chegar ao conhecimento da fauna entomológica espanhola e da extensão geográfica de suas espécies. Graças a esta contribuição possui hoje o Museu a melhor colecção de coleópteros de Marrocos que existe.
Em abril de 1933 é atropelado por um elétrico e a partir de então teve de caminhar com muletas, facto que não o impediu de continuar a coleção, como se refere nos diários de incidências do Museu. Um desses diários faz-se eco da instabilidade que começa a viver o país em outubro de 1934: 
Declara-se uma greve geral revolucionária que dura até dia 15 e que dificulta a marcha normal dos serviços do Museu.
Toma parte ativa na organização do VI Congresso Internacional de Entomologia que celebrar-se-ia em Madrid durante o mês de setembro de 1935 e no que figura como membro do Comité organizador e como Vocal da Mesa espanhola. A sua comunicação no mesmo, Espécies novas de Maláquidos do Atlas e de Ifni, aparece entre os Trabalhos do Congresso que não puderam se editar até anos após sua celebração, em 1940, devido às dificuldades geradas pela guerra civil espanhola.

### A Guerra Civil (1936-1938)
Ao começar a guerra a família translada-se a Valência, de ali a Altea e em algum momento a Villajoyosa, onde falece a sua esposa, Emma Goróstegui. Mas curiosamente, Martínez de la Escalera não acompanhava ao pessoal do Museu que em 1938 foi oficialmente transladado a Valência como parte da Delegação da JAE criada pela própria Junta depois de sua dissolução pelo General Franco. Ele passou grande parte daquele ano coletando na província de Albacete, devidamente autorizado pela Comissão Delegada da JAE. Os resultados daquela missão foram por verdadeiro imomeráveis quanto a colectas de insetos, atendendo ao elevado número de instâncias que daquelas datas e localidades se conservam no MNCN. Por outra parte, tinha solicitado também se transladar a Rabat com objeto de efectuar estudos sobre coleópteros norteafricanos no Institut Scientifique Cherifien daquela cidade, projecto que não chegou a se realizar por dificuldades de tipo administrativo.

### Últimos anos

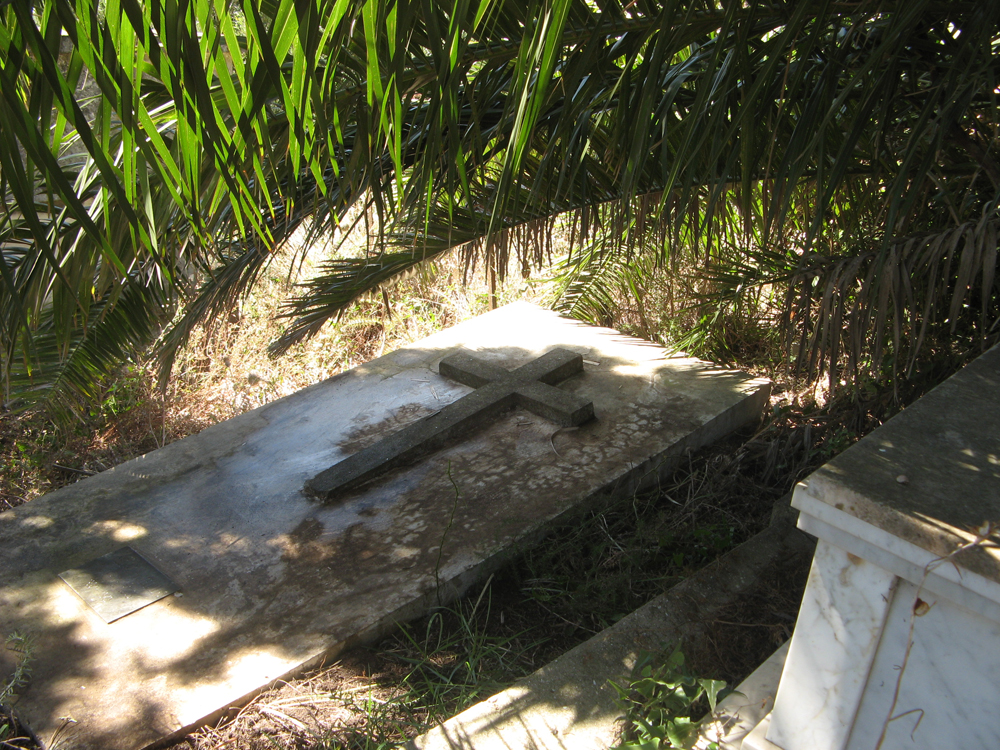
Tumba de Manuel Martínez da Escada.

Finalizada a guerra, e criado pelo novo regime o Conselho Superior de Investigações Científicas (CSIC), sobre a infra-estrutura e centros da JAE, o autor trata de adaptar à situação e permanece na instituição conservando seu perfil trabalhista com idêntica denominação. A sua estreita relação com muitos dos que tiveram de exiliar-se, os processos de depuração empreendidos no próprio centro, o implicando a ele e a seu próprio filho, a marcha finalmente também deste com sua família, as suspeitas políticas e a penúria económica… não deveram de ser fáceis de sobrellevar. E depois de não ter conseguido sua ida a Rabat, solicita em fevereiro de 1941 marchar ao Sahara Espanhol. A sua proposta é aceite pelo chefe da Secção de Entomologia do centro –já não Museu, sina Instituto Espanhol de Entomologia– e pelo Director de Marrocos e Colónias «Aprovando em princípio a expedição entomológica a Cabo Juby, da que já dizer-se-á quando tem de se fazer». Esta expedição não chegou também não a se realizar.
Em 1942 publica um pequeno folheto, muito aclaratório, no que resume sua atividade científica, relaciona suas publicações e taxones novos descritos, e oferece uma breve autobiografia. Em 1944 chega sua aposentação, à idade de 76 anos e nesse mesmo ano aparece o último dos seus trabalhos, um artigo publicado na Revista da Real Academia de Ciências Exactas, Físicas e Naturais de Madri no que, além de descrever sua última espécie, o Catoplius aliai, contribui numerosos dados de grande interesse sobre sua própria vida e experiências científicas.
Seus últimos anos decorrem em Tânger, com sua filha Emma, onde falece a 9 de agosto. O seus restos descansam no cemitério europeu daquela cidade.
Aparecem breves notas sobre sua morte em jornais da época, incluída uma notícia na revista mexicana Ciência, criada pouco antes pela família Bolívar, seus amigos, no exílio. Mas em nenhuma revista científica espanhola publicou-se a necrologia que lhe era devida. Três anos depois, em 1952, no Instituto Espanhol de Entomologia reúnem-se dados para preparar uma nota necrológica e pedem-se com esse fim à família detalhes biográficos para sua redação. Desconhecem-se os motivos pelos que aquela necrologia não chegou nunca a se publicar.

### Sobre o autor
- Casado de Otaola, S., 1998. Rumbo a Oriente con Martínez de la Escalera. Quercus, 151: 41-45.
- Casado, S., 2005. Manuel Martínez de la Escalera, ciencia y aventura en Oriente. 843-858. En: Córdoba, J.Mª (ed). Españoles en Oriente Próximo (1166-1926). Aventureros y peregrinos, militares, científicos y diplomáticos olvidados en el redescubrimiento de un mundo. Arbor 711-712 (n.º doble monográfico): 1-936.
- Herrero de la Iglesia, J.M. 2006. Manuel Martínez de la Escalera (1867-1949): por las montañas de Anatolia e Irán. 173. En: Córdoba, J. Mª & Pérez Díe, MªC. La aventura española en Oriente (1166-2006). Viajeros, museos y estudiosos en la historia del redescubrimiento del Oriente Próximo Antiguo. Madrid, Ministerio de Cultura.
- Martín Albaladejo, C. & Izquierdo Moya, I. (eds.), Al encuentro del naturalista Manuel Martínez de la Escalera (1867-1949') . Monografías n.º 25, Museo Nacional de Ciencias Naturales (CSIC). 1-694 (incluye DVD).
- Martín Albaladejo, C. & Izquierdo Moya, I., 2011. Manuel Martínez de la Escalera. Biografía y Publicaciones. DVD interactivo. del Museo Nacional de Ciencias Naturales (CSIC) & Asociación española de Entomología.

### Para saber mais
- Barreiro, A.J., 1944. El Museo Nacional de Ciencias Naturales (1771-1935) . Consejo Superior de Investigaciones Científicas. Instituto de Ciencias Naturales “José de Acosta”. Madrid. 1-381
- Barreiro, A.J., 1992. El Museo Nacional de Ciencias Naturales (1771-1935) . Theatrum Naturae, Ediciones Doce Calles, Madrid. 1-509. [reedición del anterior].
- Córdoba, J.Mª & Pérez Díe, MªC., 2006. La aventura española en Oriente (1166-2006). Viajeros, museos y estudiosos en la historia del redescubrimiento del Oriente Próximo Antiguo. Madrid, Ministerio de Cultura. 1-315.
- Dusmet, J.M., 1944. Recuerdos para contribuir a la historia de la entomología de España (discurso leído en el acto de su recepción) . 1-82. Ed. Real Academia de Ciencias Exactas, Físicas y Naturales. Madrid.
- González Bueno, A. & Gomis Blanco, A., 2007. Los territorios olvidados. Estudio histórico y diccionario de los naturalistas españoles en el África hispana (1860-1936) , Aranjuez (Madrid), Ediciones Doce Calles, Colección Theatrum Naturae. 1-552.
- Izquierdo Moya, I. (dir.). 2002. Fauna de Guinea Ecuatorial. Colecciones del Museo Nacional de Ciencias Naturales. Ed. Museo Nacional de Ciencias Naturales (CSIC) & Agencia Española de Cooperación Internacional. CD-ROM
- VV. AA. 1902. Conferencias y Artículos. Boletín de la Real Sociedad Geográfica de Madrid, XLIV. 1-644. [Volumen dedicado en su mayor parte a la Guinea Española con motivo de la expedición realizada por la Comisión franco-española para la Demarcación de los Territorios del Muni (julio-noviembre, 1901)].